# Espiritualismo

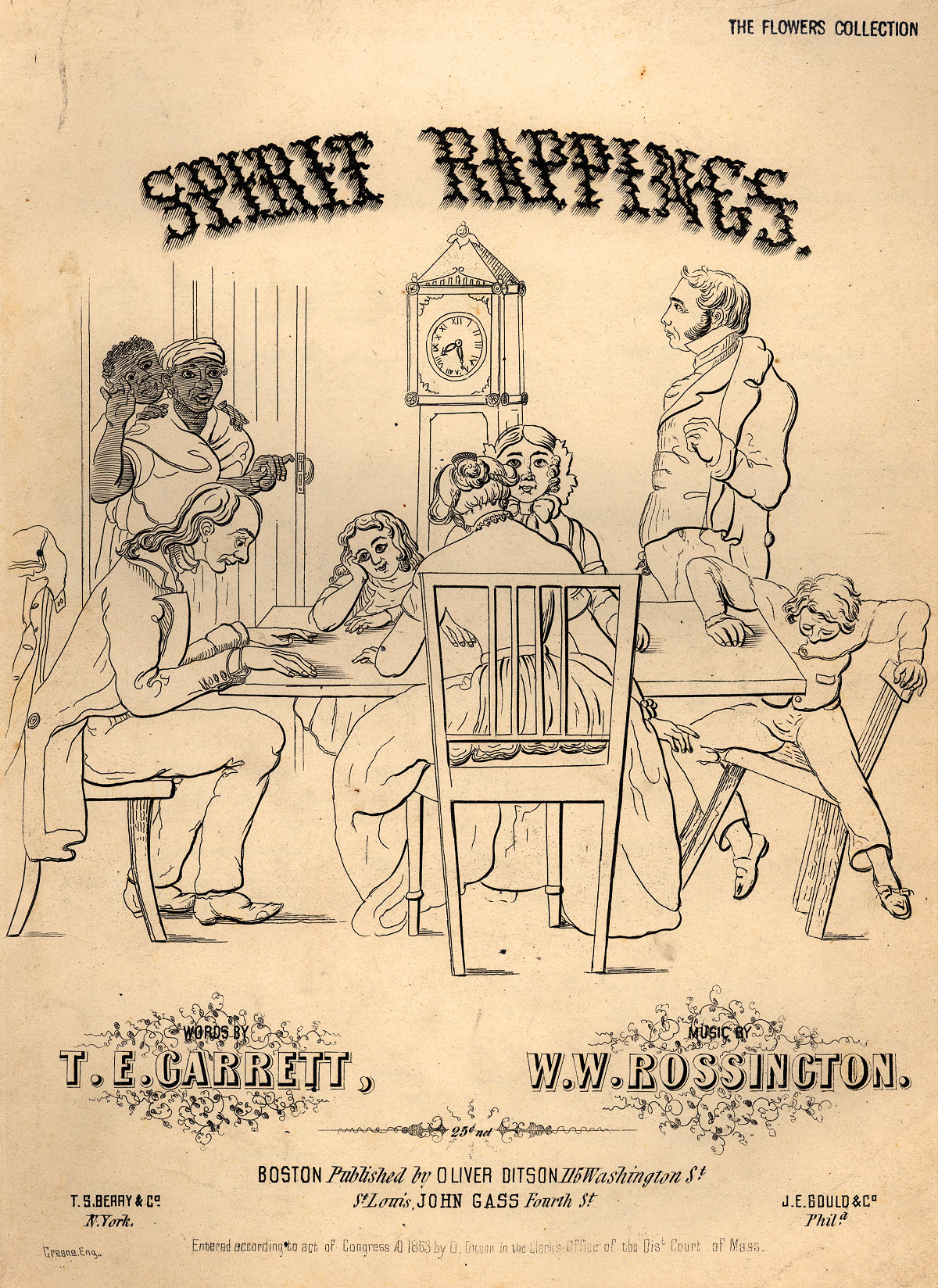
Por volta de 1853, quando a canção popular Spirit Rappings (batidas de espíritos) foi publicada, o moderno espiritualismo era alvo de intensa curiosidade. Uma observação atenta permite ver que algumas das pessoas presentes na sessão que aparece na capa da partitura musical parecem estar-se divertindo.

O espiritualismo é um novo movimento religioso baseado na crença de que os espíritos dos mortos existem e têm a capacidade e a inclinação para se comunicar com os vivos. A vida após a morte, ou o "mundo espiritual", é visto pelos espiritualistas, não como um lugar estático, mas como um lugar no qual os espíritos continuam a evoluir. Essas duas crenças - que o contato com os espíritos é possível e que os espíritos são mais avançados que os humanos - levam os espiritualistas a uma terceira crença: que os espíritos são capazes de fornecer conhecimento útil sobre questões éticas e morais, bem como sobre a natureza de Deus. Alguns espíritas falarão de um conceito ao qual se referem como "guias espirituais" - espíritos específicos, frequentemente contatados, que fornecem orientação espiritual.
O espiritualismo se desenvolveu e atingiu seu pico de crescimento entre as décadas de 1840 e 1920, especialmente nos países de língua inglesa. Em 1897, dizia-se que o espiritualismo tinha mais de oito milhões de seguidores nos Estados Unidos e na Europa,  principalmente provenientes das classes média e alta. O espiritismo, um ramo do espiritualismo desenvolvido pelo francês Allan Kardec e hoje praticado principalmente na Europa continental e na América Latina, mas especialmente no Brasil, enfatiza a reencarnação.
O espiritismo floresceu por meio século sem textos canônicos ou organização formal, alcançando coesão através de periódicos, visitas de conferencistas em transe, reuniões e atividades missionárias de médiuns. Muitos espíritas de destaque eram mulheres e, como a maioria dos espíritas, apoiavam causas como a abolição da escravidão e o sufrágio feminino. No final da década de 1880, no entanto, a credibilidade do movimento informal havia enfraquecido devido a acusações de fraudes perpetradas por médiuns e organizações espíritas formais que começaram a aparecer. Atualmente, o espiritualismo é praticado principalmente através de várias igrejas espiritualistas denominacionais nos Estados Unidos, Canadá e Reino Unido.

## Definição
O vocábulo "espiritualismo", atualmente, é utilizado para denominar uma variedade enorme de religiões, sistemas filosóficos, doutrinas, crenças e seitas. Já o "moderno espiritualismo" especifica o espiritualismo desenvolvido, aproximadamente, a partir de Emanuel Swedenborg ao início do século XX, baseando-se na crença da comunicação dos espíritos com o mundo visível. Nos Estados Unidos, desde os primórdios de seu aparecimento, o moderno espiritualismo tem sido mais comumente denominado sinônimo de espiritismo, em face da introdução de um caráter científico-filosófico-religioso novo nas ideias já existentes do espiritualismo, contudo algumas ideias fundamentadas pelos "modernos espiritualistas" dos países de língua inglesa distinguem dos ideais espiritas, embora ambos tenham surgido no mesmo século. O moderno espiritualismo desenvolvido nos países de língua inglesa não se baseia na codificação espírita. É bastante conhecida também a divergência entre o que se convencionou chamar de "espiritismo latino" e "espiritismo anglo-saxão" (este último, particularmente, era integrado pelos ingleses e estadunidenses), essa divisão ocorreu por causa do número de pessoas que passaram a utilizar a denominação de "espíritas", ambos apresentavam diferenças em relação a reencarnação.
Contudo, na França, o "espiritismo anglo-saxão" é comumente chamado de — moderno espiritualismo anglo-saxão— (em francês: Spiritualisme Moderne Anglo-Saxon), essa substituição encontra respaldo na realidade, visto que, o espiritismo (em francês: spiritisme) é uma doutrina baseada nas obras codificadas pelo francês Hippolyte León Denizard Rivail, sob o pseudônimo de Allan Kardec. Enquanto que, o moderno espiritualismo, antecedendo o surgimento do Espiritismo, trata-se praticamente das manifestações de entidades incorpóreas que espalharam-se por todo o mundo por volta do século XIX, mas em alguns casos, com identidade própria. Esta foi a causa para o surgimento da designação moderno espiritualismo anglo-saxão. A palavra composta "anglo-saxão" foi adicionada para especificar certas crenças adotadas pelos modernos espiritualistas dos países de língua inglesa.
No espiritismo (ou doutrina espírita), conforme definido pela primeira vez por Allan Kardec, inclusive esta palavra trata-se de um neologismo cunhado e codificado por ele com a publicação francesa de O Livro dos Espíritos em 1857, a reencarnação está presente em todas as obras básicas da doutrina espírita. Enquanto que, para a maior parte dos modernos espiritualistas britânicos do começo do século XX, segundo Arthur Conan Doyle (escritor e médico britânico), a doutrina da reencarnação era tratada com certa indiferença, com poucos a apoiando e uma minoria significativa lhe sendo veementemente a favor, os que contestavam o reencarnacionismo alegavam que tal conceito ainda não havia sido suficientemente demonstrado como real. Conan Doyle foi Presidente de Honra da Federação Espiritualista Internacional, Presidente da Aliança Espírita de Londres e Presidente do Colégio Britânico de Ciências Psíquicas, nos séculos XIX e XX. Usou de toda a sua experiência pessoal e trabalho de pesquisa para redigir esta obra. Embora a resistência mantida à época na Inglaterra e nos Estados Unidos contra o princípio reencarnacionista, Arthur Conan Doyle e outros espíritas britânicos e estadunidenses, apesar de serem relativamente poucos, admitiam a reencarnação conforme disposta nas obras básicas espíritas.

## História

### Culto aos mortos na Antiguidade

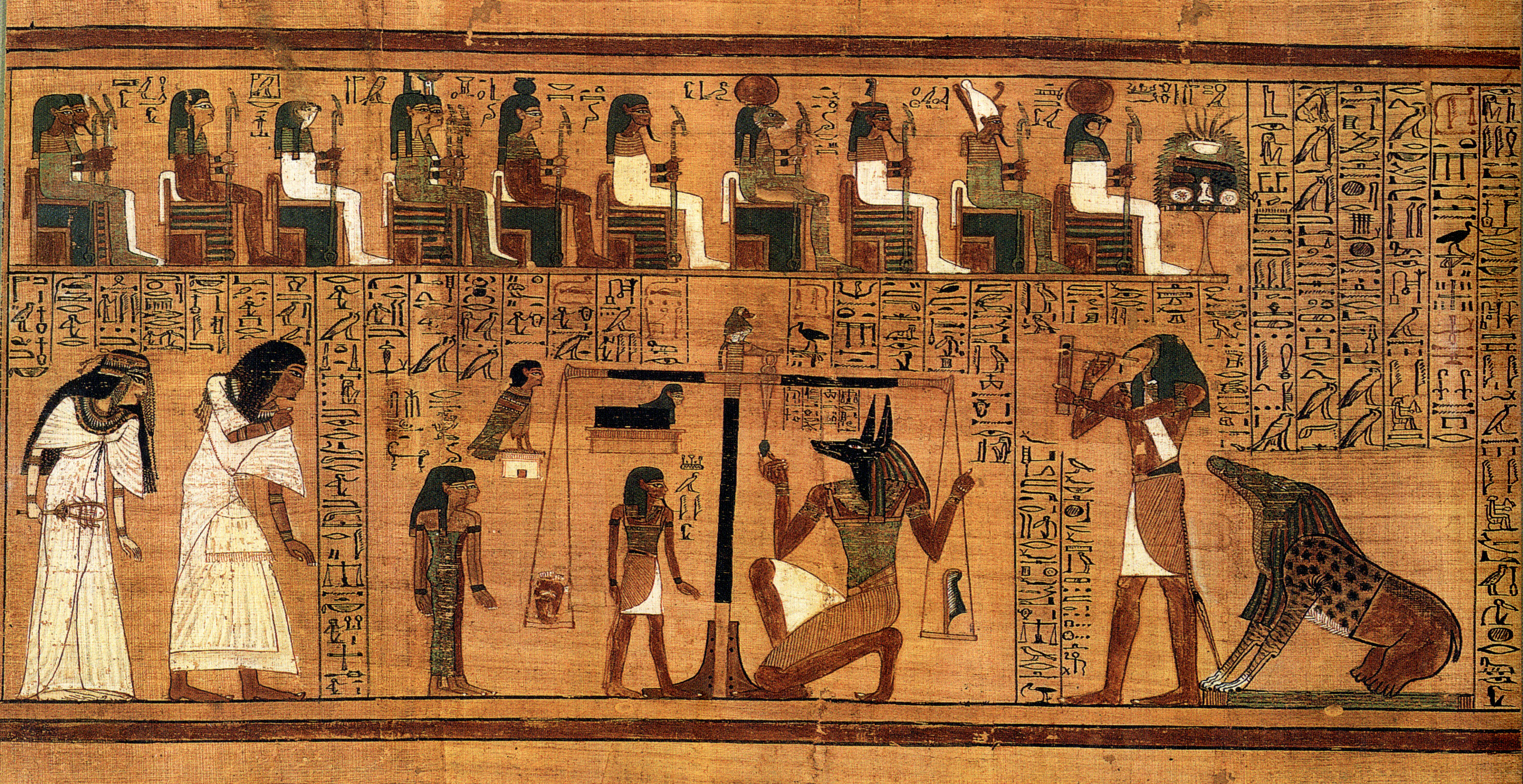
A pesagem do coração no Papiro de Ani, parte do Livro dos Mortos

A crença em uma vida após a morte surge primeiramente em fins do período Paleolítico, expressa pela prática de rituais de sepultamento dos mortos e em culto aos ancestrais. No Antigo Egito, o culto dos mortos atesta a sobrevivência do espírito, constituindo-se o Livro dos Mortos em um guia com preceitos e orientações para a viagem após a morte. O moderno espiritualismo é geralmente apresentado como a continuação de uma tradição ancestral comum à maior parte das civilizações.
A Civilização Minoica também praticou o culto aos mortos. Na Grécia Antiga, era prática corrente a consulta aos oráculos, em busca de conselhos, auxílio e previsões do futuro. O mais famoso localizava-se no Templo de Delfos, dedicado ao deus Apolo, onde a pitonisa, após um banho ritual em uma fonte sulfurosa, sentava-se numa trípode (banco de três pernas) e, entre vapores de enxofre, a mascar folhas de louro (árvore sagrada de Apolo), entrava em transe e transmitia as palavras do deus. No poema "Odisseia", Homero narra o diálogo entre Ulisses e a alma de Tirésias, oráculo de Tebas. O filósofo Sócrates acreditava na imortalidade da alma. O tirano Periandro, de Corinto, consultou a alma de sua mulher (que ele próprio havia mandado degolar). A Odisseia, de Homero, na Grécia Antiga, regista a crença em que as almas dos mortos habitavam o Hades e que era possível entrar em contacto com eles. A obra narra que Odisseu (Ulisses), rei de Ítaca viajou até à terra dos Cimérios, onde realizou um ritual conforme indicações da feiticeira Circe, logrando conversar com as almas de sua mãe, e dos seus companheiros que haviam perecido durante a Guerra de Troia.
Na Roma Antiga, cuja religião sofreu forte influência dos antigos gregos, um festival, a "Parentália", celebrado anualmente de 13 a 21 de fevereiro, homenageava os mortos. Durante o resto do ano, as mensagens do além eram recebidas e interpretadas pelos arúspices, personagens que interpretavam os presságios. Complementarmente, as sibilas entravam em transe para consultar os espíritos sobre as inquietudes da população. Cícero, na obra "Tusculanae", afirma que o seu amigo Ápio conversava frequentemente com os espíritos, e que no lago Avernus, sombras dos mortos apareciam na escuridão. É através dos romanos que temos conhecimento dos druidas Celtas, que afirmavam que os homens constroem o seu destino com as ações praticadas neste mundo. As lendas de sua mitologia estão repletas de "espíritos protetores". Numa delas, o guerreiro Vercingetórix conversa com a alma de heróis mortos em combate.

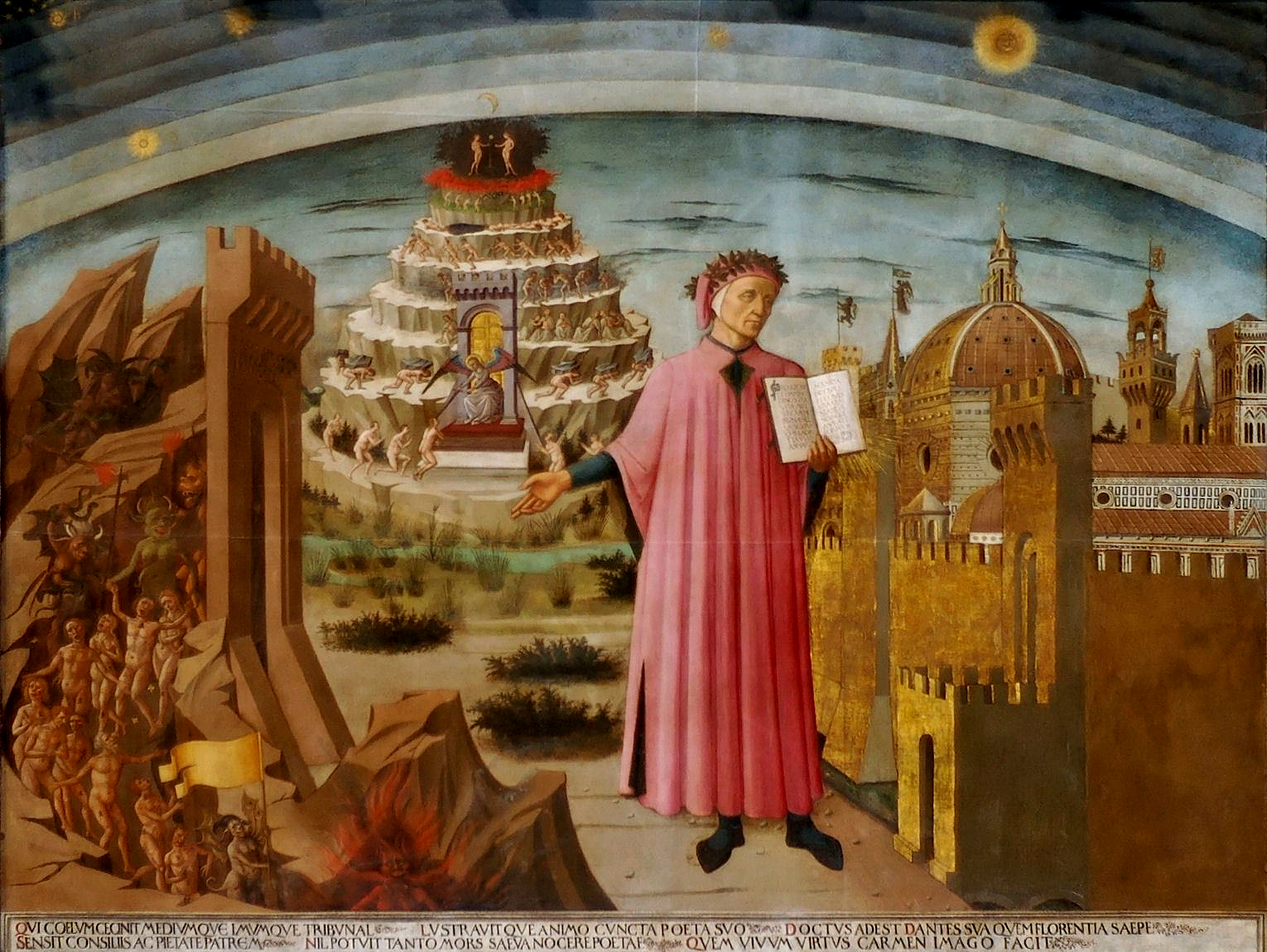
O percurso de Dante do mundo espiritual, em um exemplar da Divina Comédia: ao lado da entrada para o inferno, os sete terraços do Monte Purgatório e a cidade de Florença, com as esferas do Céu acima (afresco de Domenico di Michelino, 1465).

A Bíblia, no Antigo Testamento, regista a prática mediúnica, assim como a proibição de Moisés à prática da "consulta aos mortos", a invocação do espírito de Samuel pelo primeiro rei de Israel, Saul, com o recurso a uma necromante, e, no Novo Testamento, a comunicação de Jesus com Moisés e Elias no Monte Tabor na Transfiguração de Jesus (Mateus 17:1–9).
No contexto da Guerra dos Cem Anos, a francesa Joana d'Arc afirmava ouvir "vozes sagradas" desde menina. Entre essas destacavam-se as de São Miguel, Santa Catarina e Santa Margarida de Antioquia, que a incentivavam a lutar contra os ingleses. Giordano Bruno, na obra "Il Candelaio" (1582), regista a sua convicção da possibilidade de conversar com os mortos. Desde meados do século XIX, muitos místicos alegam ter sido inspirados por mestres invisíveis, para a estruturação de suas doutrinas. São os casos de Helena Blavatsky (teosofia), Max Heindel (rosa-cruz) e Zélio de Morais (umbanda).

### Moderno espiritualismo
O moderno espiritualismo anglo-saxão, que especifica o moderno espiritualismo surgido nos países de língua inglesa, surgiu pela primeira vez nos anos de 1840 no distrito "Burned-Over" de Nova Iorque, onde movimentos religiosos anteriores como o millerismo (Adventistas do Sétimo Dia) e o mormonismo tinham emergido durante o Second Great Awakening (Segundo Grande Despertar). Era um ambiente onde muitas pessoas sentiam que a comunicação direta com Deus ou com os anjos era possível e no qual muitas pessoas se sentiam desconfortáveis com as noções calvinistas de que Deus podia comportar-se de forma áspera — por exemplo, que Deus condenaria crianças não batizadas a uma eternidade no inferno (Carroll 1997).
Muitos dos primeiros participantes do moderno espiritualismo norte-americano eram quakers radicais e outros envolvidos pelo movimento de reforma de meados do século XIX. Esses reformistas não se sentiam bem com as igrejas estabelecidas porque elas pouco faziam para lutar contra a escravidão e menos ainda para aumentar os direitos das mulheres. As mulheres eram particularmente atraídas ao movimento porque ele dava a elas papéis importantes como médiuns. Na verdade, o moderno espiritualismo ofereceu um dos primeiros foros onde as mulheres norte-americanas puderam dirigir-se a audiências públicas mistas.
Alguns nomes são tidos como os pioneiros do moderno espiritualismo, dos quais é possível citar: John Dee, Jakob Böhme,  Emanuel Swedenborg, Franz Mesmer, Justinus Kerner, as Irmãs Fox (Katherine Fox, Leah Fox, Margaret Fox), Emma Hardinge Britten, Andrew Jackson Davis.

#### Swedenborg e Mesmer

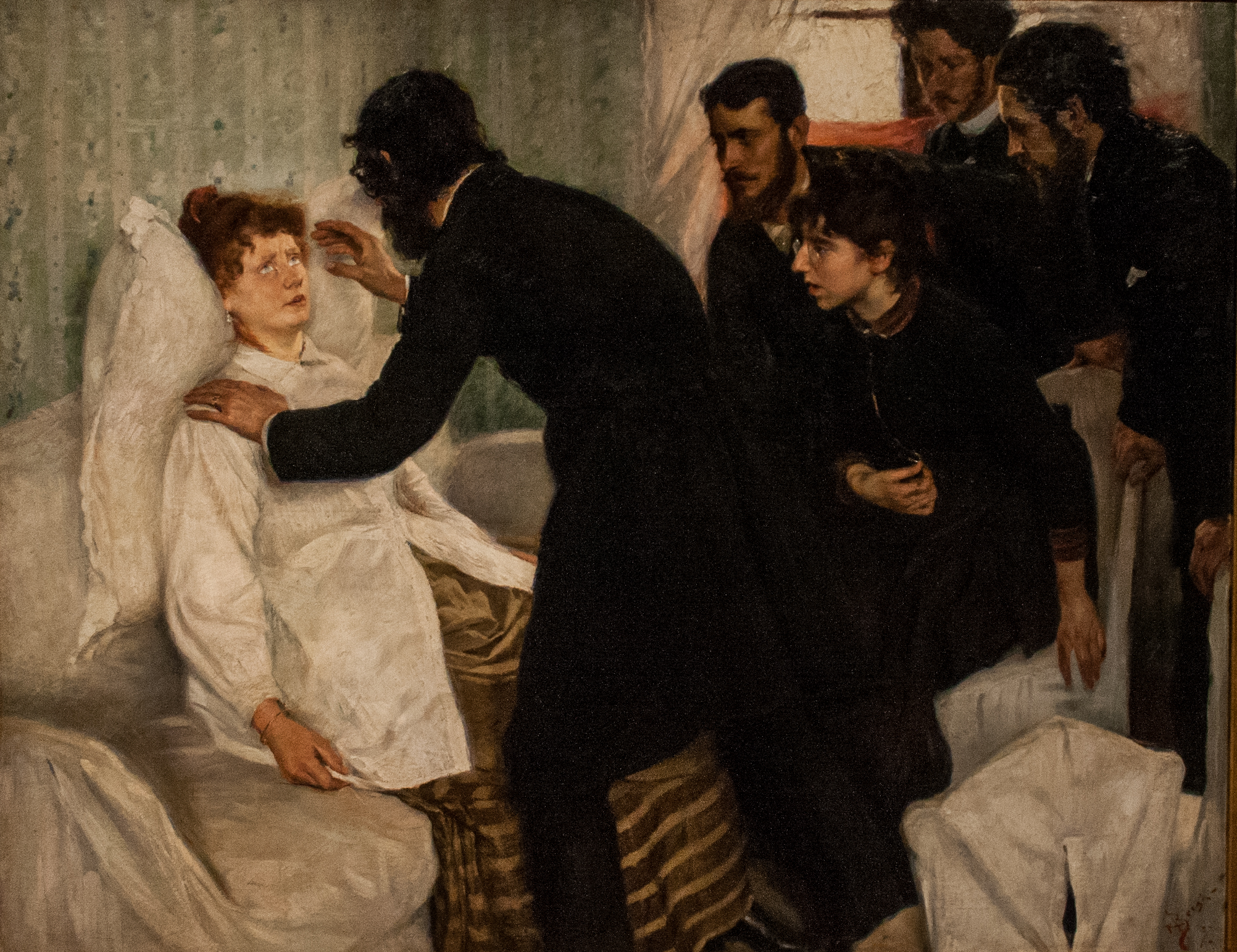
Pode-se ver a excitação sentida pela assistência quando o Mesmerista induz um transe. Pelo pintor sueco Richard Bergh, 1887.

Nesse ambiente, os escritos de Emanuel Swedenborg (1688-1772) e os ensinamentos de Franz Mesmer (1734-1815) serviram de exemplo para aqueles que procuravam um conhecimento pessoal direto da vida após a morte (Carroll 1997). Swedenborg, que em estado de transe, se comunicava com os espíritos, descreveu em volumosos escritos a estrutura do mundo espiritual. Duas características da sua visão tiveram particular acolhida pelos primeiros modernos espiritualistas: primeira, a de que não existe apenas um único céu e um único inferno, mas uma série de esferas pelas quais um espírito progride à medida que evolui; segunda, a de que espíritos são os mediadores entre Deus e os homens de modo que o contato humano direto com o divino é feito através dos espíritos dos humanos que se foram. Mesmer não contribuiu com crenças religiosas, mas com uma técnica, mais tarde conhecida como "hipnotismo", que induziria transes e faria com que aqueles que a ela fossem submetidos relatassem contatos com seres espirituais. Houve muito exibicionismo com o Mesmerismo e praticantes que davam palestra nos Estados Unidos nos meados do século XIX procuravam entreter audiências ao mesmo tempo em que demonstravam um método de contato com o divino. Talvez o mais bem conhecido dos que combinaram Swedenborg com Mesmer em síntese particularmente norte-americana tenha sido Andrew Jackson Davis, que intitulou seu sistema de "Filosofia Harmônica". Davis foi um hipnotizador praticante, curador pela fé e clarividente de Poughkeepsie, Nova Iorque. Seu livro de 1847, denominado The Principles of Nature, Her Divine Revelations, and a Voice to Mankind (Os Princípios da Natureza, Suas Revelações Divinas e uma Voz para a Humanidade) , ditados em transe a um amigo, acabaram por se tornar o que existe de mais próximo a um trabalho canônico em um movimento espiritualista cujo individualismo extremo excluiu a possibilidade de desenvolvimento de uma visão mundial única e coerente.

#### Popularização
O movimento espalhou-se rapidamente pelo mundo apesar de somente no Reino Unido ter-se tornado tão espalhado como nos Estados Unidos. Na Grã-Bretanha, por volta de 1853, convites para o chá entre os prósperos e os da moda freqüentemente incluíam as "mesas girantes", um tipo de sessão no qual os espíritos se comunicavam com as pessoas sentadas à volta de uma mesa balançando-a ou girando-a.. Os modernos espiritualistas norte-americanos se encontravam em casas particulares para sessões de efeitos físicos, em auditórios para palestras psicofônicas e em acampamentos de veraneio onde milhares compareciam para convenções estaduais ou nacionais. O movimento era extremamente individualista, onde cada espiritualista adepto do movimento confiava em suas próprias experiências e leituras para discernir a natureza do após-vida. Portanto, a organização demorou a aparecer e quando ocorreu foi resistida por médiuns (de efeitos físicos) e palestrantes psicofônicos. A maioria dos modernos espiritualistas norte-americanos satisfaziam-se em frequentar igrejas cristãs e as igrejas unitaristas e universalistas continham muitos espiritualistas. Quando o movimento começou a desaparecer, em parte devido às fraudes expostas e em parte devido ao apelo de movimentos religiosos similares como a Ciência Cristã, a Igreja Espiritualista foi organizada e esta igreja pode alegar ser o principal vestígio do movimento que ainda existe hoje em solo norte-americano.
O movimento atraia a simpatia dos que sofriam pela morte de uma pessoa amada: o ressurgimento do interesse pelo moderno espiritualismo durante e após a Primeira Guerra Mundial foi uma resposta direta ao número maciço de mortos e feridos (Doyle 1926). Entretanto o movimento também atraia a simpatia dos reformistas, que descobriram que os espíritos apoiavam "casos da moda" tais como a igualdade de direitos (Braude 2001). O movimento também despertou interesse daqueles que tinham um orientação materialista, como Friedrich Engels e Karl Marx, que criticavam o caráter elitista, escapista e sentimentalista da doutrina tanto na obra fundamental para o Materialismo histórico-dialético, Dialética da Natureza, quanto em cartas com opiniões sobre a literatura de Eugène Sue. Em contrapartida, um influente reformista socialista Robert Owen abraçou o moderno espiritualismo após suas experiências em encontros espiritualistas de sua época. Alguns cientistas que se preocuparam em investigar os fenômenos moderno-espiritualistas também acabaram por se converter ao moderno espiritualismo anglo-saxão (este último, especifica o moderno espiritualismo desenvolvido nos países de língua inglesa) ou ao espiritismo (doutrina codificada e sistematizada pelo pedagogo francês Allan Kardec), entre eles o físico e químico William Crookes, o biologista evolucionista Alfred Russel Wallace (1823-1913) e o médico e escritor Arthur Conan Doyle (1859-1930) (Doyle 1926).

##### Irmãs Fox

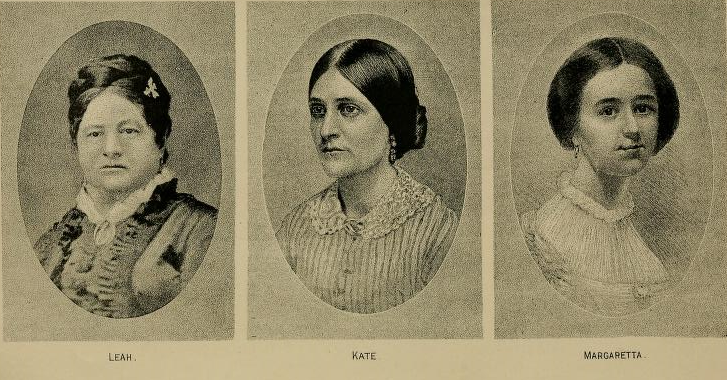
As irmãs Fox.

As irmãs Fox - Catherine "Kate" (1838–1892), Leah (1814–1890) e Margaret (1836–1893) -, tiveram um papel decisivo no surgimento do espiritismo. Eram filhas de David e Margaret Fox, e foram residir em Hydesville, Nova Iorque. Em 1848, a família começou a ouvir sons de pancadas inexplicados. Kate e Margaret realizaram sessões de canalização numa tentativa de contato com a suposta entidade espiritual que promovia os sons e declararam ter estabelecido contato com o espírito de um mascate que fora alegadamente assassinado e enterrado sob a casa. Suas demonstrações de comunicação com os espíritos incluíam principalmente batidas e pancadas e Kate tinha também a mediunidade de escrita direta, psicofonia, luzes espirituais, materialização e poltergeist. Os céticos suspeitaram que isto foi apenas um engano inteligente e uma fraude. Margaret posteriormente afirmou a utilização das juntas dos dedos dos seus pés para produzir sons mas depois ainda desmentiu essa sua afirmação, alegando tê-la feito em troca de dinheiro de religiosos que se aproveitaram da situação de pobreza dela e de suas irmãs. As demonstrações de mediunidade mostraram ser um negócio lucrativo e logo se tornaram formas populares de entretenimento e catarse espiritual. As irmãs Fox acabaram fazendo disso sua fonte de renda e outros seguiram seu exemplo.

##### Mesas girantes

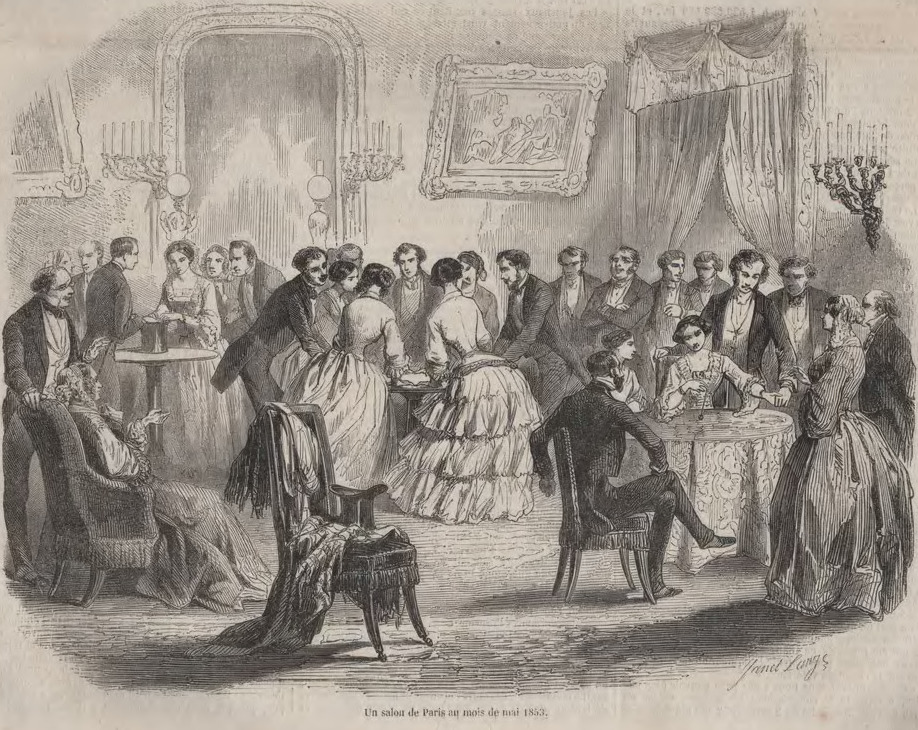
Salão parisiense com pessoas praticando três variações das mesas girantes com um anel, uma mesa e um chapéu. (L'Illustration, Histoire de la semaine, 14 de maio de 1853)

Logo após as notícias acerca das Irmãs Fox terem chegado à França, o interesse do público foi despertado pelo que por vezes foi denominado de "telégrafo espiritual". No início uma mesa girava com a "energia" dos espíritos presentes através de um ser humano intermediário (de onde a expressão "médium"). Mas, como o processo era demasiado lento e embaraçoso, um novo foi criado, supostamente por uma sugestão dos próprios espíritos: a "tábua falante". Os primeiros exemplares de "tábuas falantes" eram cestos atados a um objeto pontiagudo que se movia sob as mãos dos médiuns, apontado para letras impressas em cartões espalhados em volta de, ou gravados em, uma mesa. Tais dispositivos foram chamados "corbeille à bec" ("cesto com um bico"). O objeto pontiagudo era normalmente um lápis. Esses dispositivos eram de montagem e operação simples. Uma sessão típica consistia em pessoas a sentar-se em uma mesa redonda, os pés a descansar nos suportes das cadeiras e as mãos sobre o tampo de mesa ou, mais tarde, na própria tábua falante. A energia canalizada dos espíritos pelas mãos dos presentes fazia a tábua movimentar-se e indicar as letras que, uma vez registadas por um dos presentes, formavam palavras, frases e orações inteligíveis. O sistema foi um primitivo e menos eficiente antecessor dos tabuleiros ouija que posteriormente se tornariam tão populares.
Karl Marx, em O Capital, Livro I, teoriza sobre o fetichismo da mercadoria utilizando-se do produto do trabalho humano mesa como exemplo didático. Mais adiante no texto, ele compara o caráter místico concedido à mercadoria mesa pelo fetichismo da mercadoria com o caráter imaginado pelos espíritas, uma ironia diante dos modismos espiritualistas no seio dos círculos burgueses e aristocratas europeus da época: "Ela [a mercadoria mesa] não só se mantém com os pés no chão, mas põe-se de cabeça para baixo diante de todas as outras mercadorias, e em sua cabeça de madeira nascem minhocas que nos assombram muito mais do que se ela começasse a dançar por vontade própria". Valhe citar que o também materialista e coautor do Manifesto Comunista Friedrich Engels tece críticas ao espiritualismo em sua obra Dialética da Natureza ao desmascarar "charlatões ordinaríssimos" no apêndice II - A Investigação Científica no Mundo dos Espíritos.
Apesar da crença que supostos espíritos ou gênios movimentavam as mesas, experimentos científicos de Michael Faraday publicados em 1853 mostraram que os movimentos eram causados pelo efeito ideomotor e descartaram as explicações paranormais para o fenômeno das mesas girantes. O efeito ideomotor também causa os movimentos observados no chamado tabuleiro ouija e na "brincadeira do copo", nos quais os participantes movimentam marcadores involuntariamente sobre letras e números e também atribuem os movimentos a supostos espíritos ou gênios.

##### Espiritismo

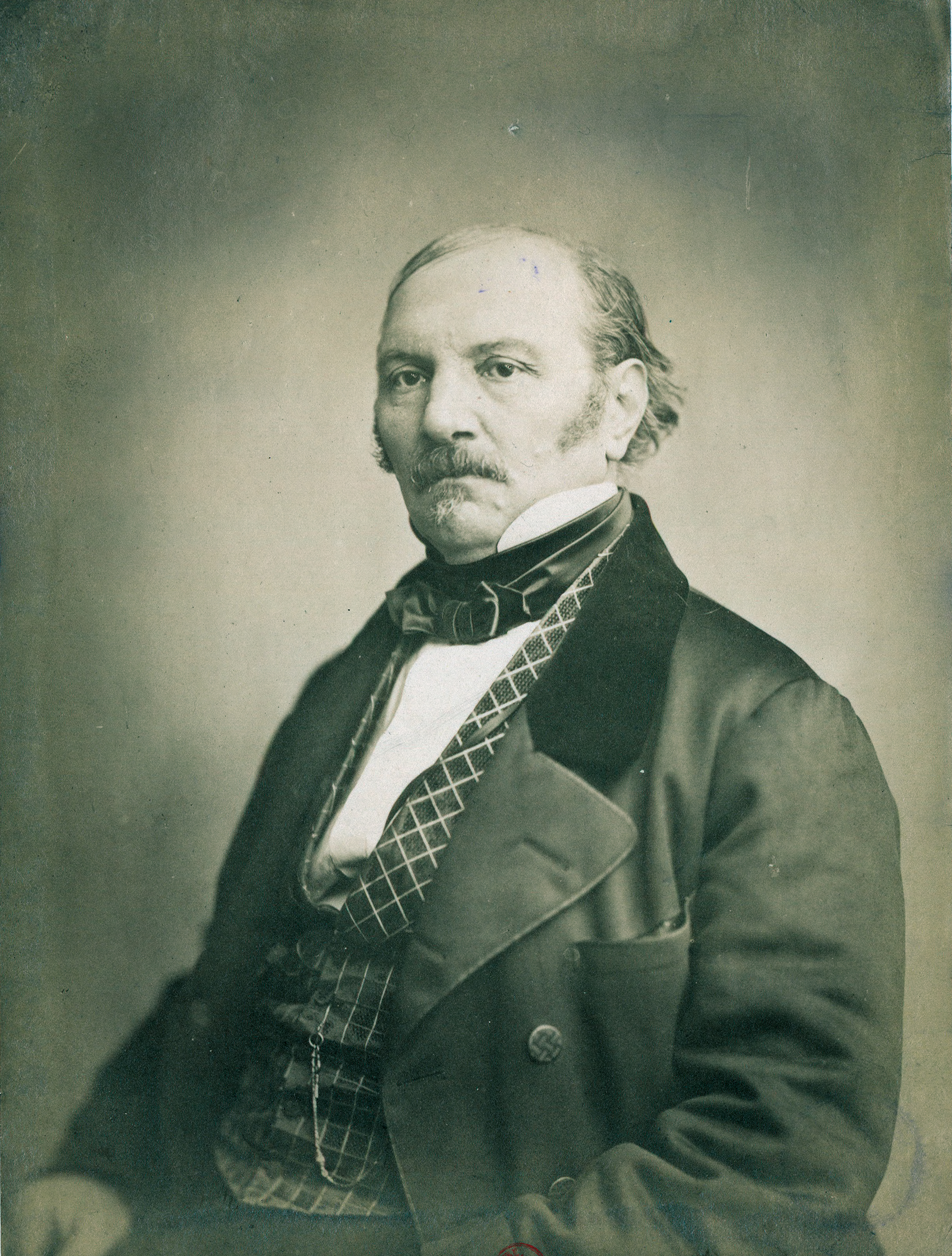
O educador francês Allan Kardec, codificador do espiritismo.

Na França, o professor Hippolyte Léon Denizard Rivail interessou-se pelo moderno espiritualismo quando ouviu falar das Irmãs Fox, mas o seu primeiro contato com o fenómeno foi por meio das mesas dançantes ou mesas girantes, dos salões de Paris, em 1854. As explicações para a causa deste, do mesmo modo que o sistema filosófico delas derivado, constituiu a base da chamada Doutrina Espírita  (que Rivail também denominou como "Espiritismo", tendo sido a primeira oficialização desse termo, por isso a doutrina espírita é o único e verdadeiro Espiritismo).
As investigações de Rivail, através do método científico, resultaram na publicação, sob o pseudónimo de Alan Kardec, de "O Livro dos Espíritos" (1857), "O Livro dos Médiuns"" (1861), "O Evangelho Segundo o Espiritismo" (1864), "O Céu e o Inferno" (1865) e A Gênese (1868). Em 1858 fundou a "Revue Spirite", que dirigiu até 1869, ano em que faleceu. Logo na segunda metade do século XIX, muitas personalidades de renome, na Europa e nos Estados Unidos vieram a abraçar o Espiritismo como uma explicação lógica e racional da realidade, sobre os mais diversos temas da vida, e inclusive de temas relacionados com a transcendência, como Deus e a vida após a morte.

#### Desenvolvimentos após os anos de 1920

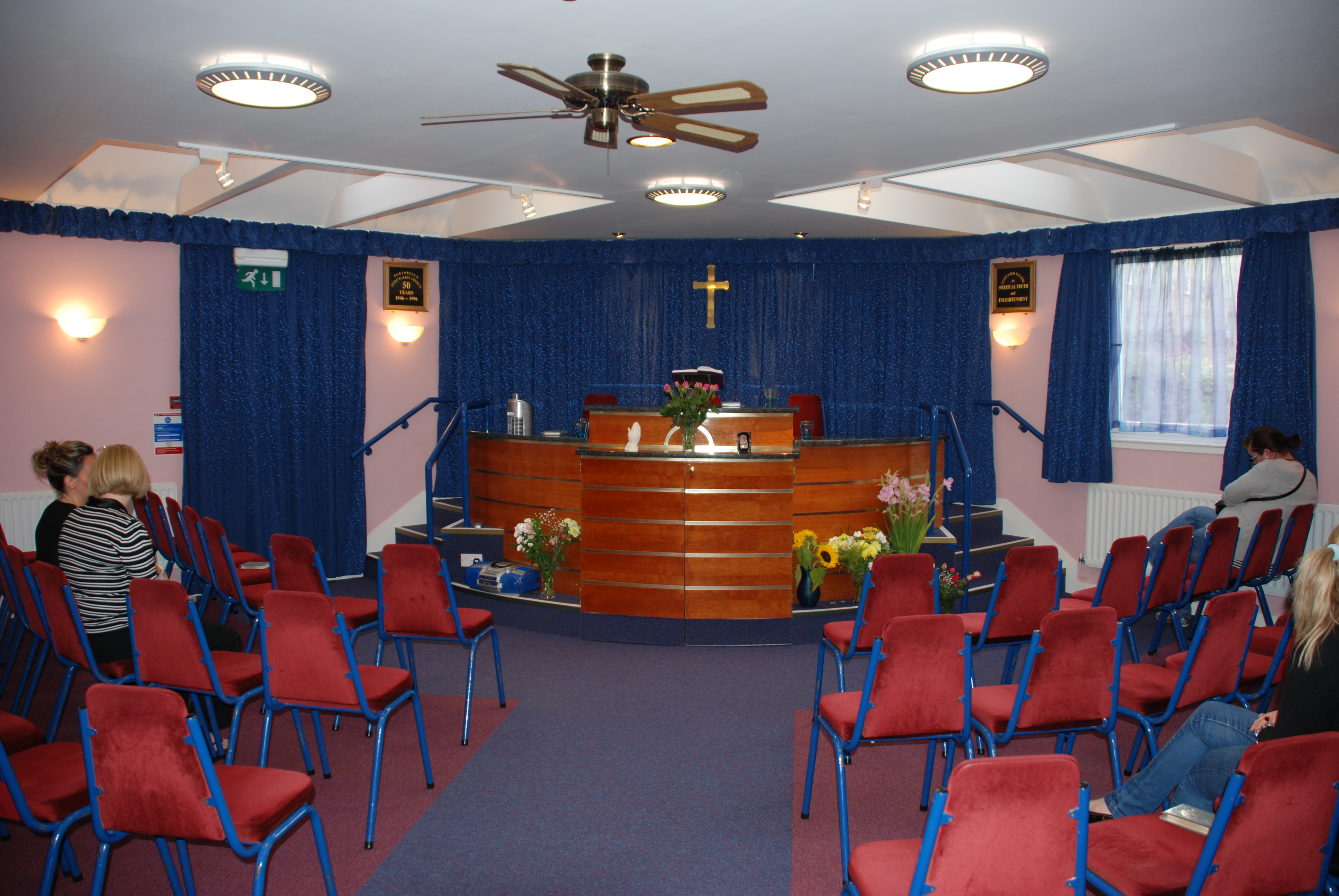
Interior de uma Igreja Espiritualista na Escócia

Já pelo final do século XIX, o moderno espiritualismo tinha-se tornado cada vez mais sincrético, um desenvolvimento natural em um movimento sem autoridade ou dogma central. Na sua forma mais sincrética, o espiritualismo não é facilmente distinguível do igualmente sincrético movimento da Nova Era e, assim como o movimento da Nova Era, baseia-se fortemente no xamanismo e adota a ideia da reencarnação. No entanto, a forma da prática "moderno espiritualista" permanece quase a mesma que há 100 anos, centrada em um médium e seus clientes, com o médium sentado a sós ou em sessão. Talvez a maior diferença seja a importância crescente da Igreja Espiritualista como uma rede ligando médiuns e crentes. O moderno espiritualismo organizado hoje parece-se muito mais com uma religião tendo descartado o exibicionismo, particularmente os elementos semelhantes aos da arte de prestigiação. Existe assim muito mais ênfase à mediunidade "mental" e evita-se quase completamente a mediunidade miraculosa de "materialização" que tanto fascinava os primeiros crentes como Arthur Conan Doyle.
No entanto, a orientação empírica do moderno espiritualismo tem muitos adeptos hoje em dia que evitam o rótulo de "moderno espiritualismo", preferindo o termo survivalism ("Sobrevivencialismo"). Os "Survivalists" abstém-se de religião, e baseiam sua crença na vida após a morte em fenômenos susceptíveis a pelo menos uma rudimentar investigação científica, como mediunidade, experiências de quase-morte, experiências fora-do-corpo, experiências de voz eletrônica e pesquisas sobre reencarnação. Muitos survivalists vêm a si mesmos como os herdeiros intelectuais do movimento espiritualista surgido por volta de 1840.

## Características
Os modernos espiritualistas acreditam na possibilidade de comunicação com os espíritos. Uma crença secundária é que os espíritos estão de certa forma mais próximos de Deus que os humanos vivos e que os espíritos são capazes de crescimento e perfeição. A vida após a morte não é, portanto, um lugar estático mas um onde os espíritos continuam a evoluir. As duas crenças, a de que o contato com espíritos é possível e a de que os espíritos são mais adiantados que os humanos, levam a uma terceira, a de que os espíritos podem prover informação útil sobre assuntos morais e éticos, assim como sobre a natureza de Deus e a vida após a morte. Assim, muitos modernos espiritualistas falarão com seus guias espirituais, espíritos específicos frequentemente contactados para orientação mundana e espiritual.

### Comparações com outras crenças

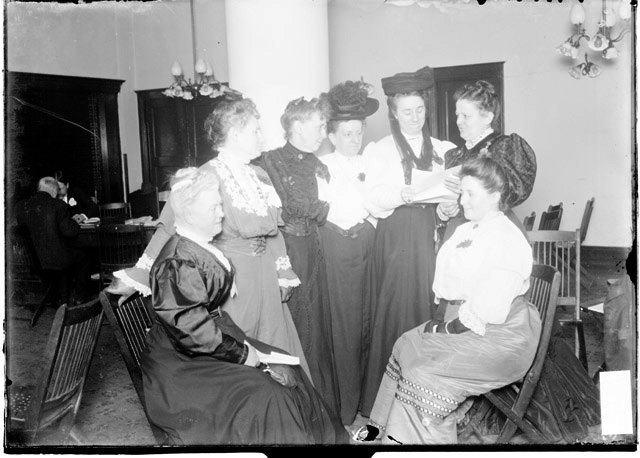
Senhoras em uma reunião espiritualista (Chicago, 1906).

O moderno espiritualismo anglo-saxão, que especifica o movimento espiritualista (moderno espiritualismo) desenvolvido nos países de língua inglesa com aspecto e identidade própria, emergiu num ambiente cristão e tem muitas características em comum com o cristianismo: um sistema moral essencialmente cristão, uma crença percebida no Deus judaico-cristão, panenteísmo místico e práticas litúrgicas como serviços dominicais e canto de hinos.  A razão principal para essas semelhanças é que os modernos espiritualistas anglo-saxões acreditam que alguns espíritos são "atrasados" ou brincalhões e se deliciam desviando os humanos do rumo. Assim sendo, desde Swedenborg, os crentes são aconselhados a hesitarem antes de seguir a orientação dos espíritos e geralmente desenvolveram suas crenças dentro de uma estrutura cristã.
No entanto, em pontos significativos, o cristianismo e o moderno espiritualismo anglo-saxão são bem diferentes. Os modernos espiritualistas, em geral, não acreditam que as ações desta vida levem ao destino eterno de cada alma seja no céu ou no inferno. Em vez disso, eles veem a vida após a morte como contendo muitas esferas arranjadas hierarquicamente, através das quais cada espírito pode ter sucesso em progredir. Os modernos espiritualistas também divergem dos cristãos quanto ao fato de a bíblia judaico-cristã não ser a fonte primária de seu conhecimento sobre Deus e a vida após a morte e sim os contatos pessoais que eles têm com os espíritos.

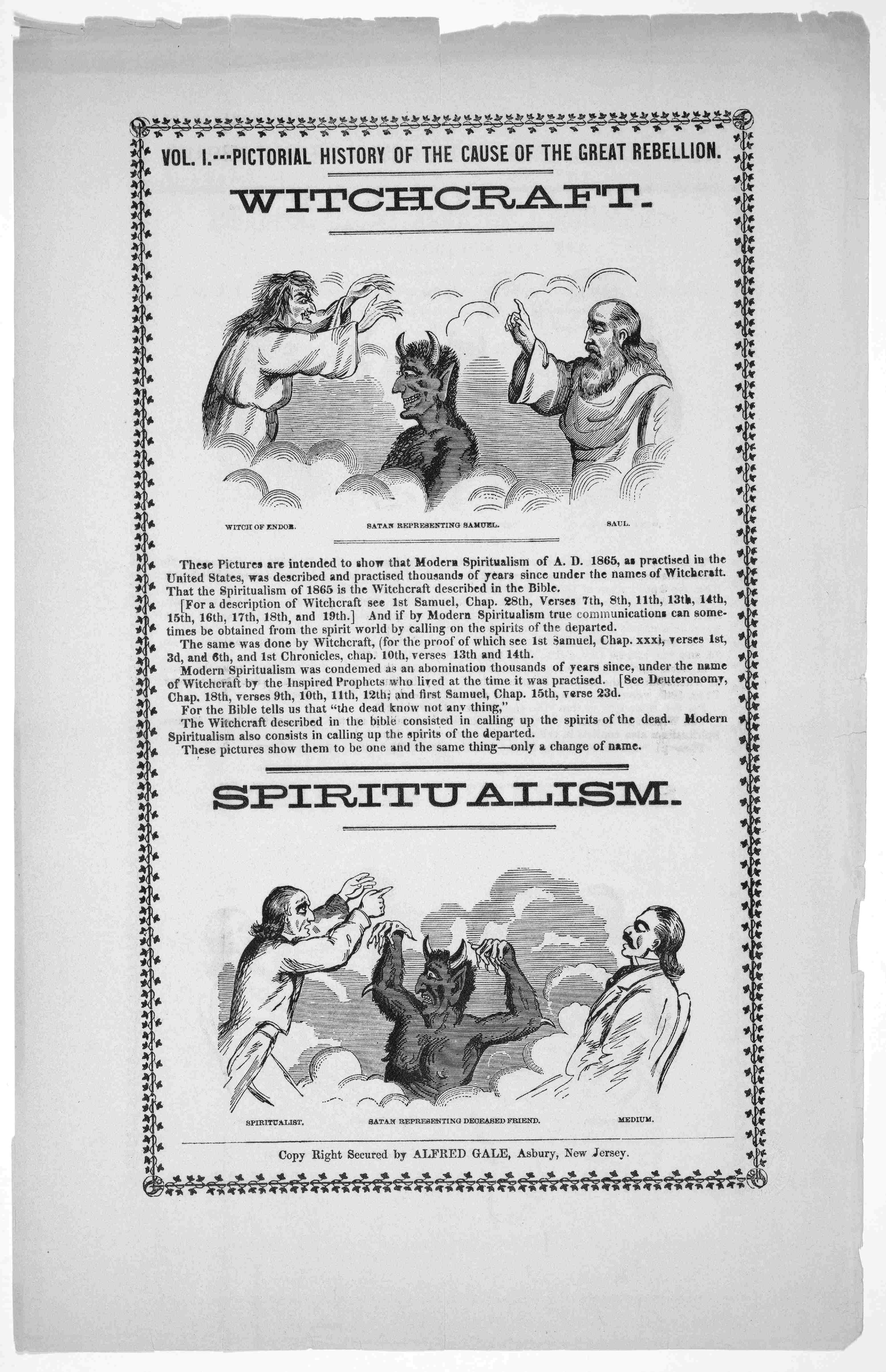
Os modernos espiritualistas sofreram feroz oposição dos líderes cristãos. Aqui um panfleto de 1865 associa o "moderno espiritualismo" à "bruxaria" e culpa essa crença por induzir a Guerra Civil. O panfleto adiciona uma correta associação entre o moderno espiritualismo e o abolicionismo.

Outras religiões além do cristianismo influenciaram o moderno espiritualismo anglo-saxão. As crenças animistas, com uma tradição de xamanismo, são obviamente similares e, nas primeiras décadas do moderno espiritualismo anglo-saxão, muitos médiuns alegaram ter feito contato com guias indígenas americanos em uma aparente confirmação dessas semelhanças. Ao contrário dos animistas, no entanto, os modernos espiritualistas, em geral, tendem a falar apenas com os espíritos de humanos mortos e não compartilham a crença nos espíritos de árvores, fontes e outras características da natureza.
O hinduísmo, apesar de ser um sistema de crenças extremamente heterogêneo, geralmente compartilha com o moderno espiritualismo a crença na separação da alma do corpo após a morte e na continuação da sua existência. No entanto, os hindus diferem dos modernos espiritualistas anglo-saxões quanto ao fato de crerem geralmente na reencarnação, geralmente sustentando que todas as características da personalidade de uma pessoa se extinguem com a morte. Os modernos espiritualistas anglo-saxões, entretanto, sustentam que o espírito mantém a personalidade que ele tinha durante a sua (única) existência.
O espiritismo, ramo do espiritualismo desenvolvido por Allan Kardec e predominante na maioria dos países latinos, sempre enfatizou a reencarnação. De acordo com Arthur Conan Doyle, a maior parte dos modernos espiritualistas britânicos do começo do século vinte eram indiferentes à doutrina de reencarnação, com poucos a apoiando e uma minoria significativa lhe sendo veementemente a favor, os que contestavam o reencarnacionismo  alegavam que tal conceito ainda não havia sido suficientemente demonstrado como real. Assim, de acordo com Conan Doyle, foi a tendência empírica do moderno espiritualismo anglofônico —seu esforço por desenvolver visões religiosas a partir da real observação dos fenômenos— que evitou que muitos espiritualistas daquele período adotassem a reencarnação (Doyle 1926: volume 2, 171-181). Segundo se pode concluir, no entanto, pela leitura das obras básicas do espiritismo — a chamada Codificação Espírita — a afirmação de Conan Doyle não encontra respaldo na realidade, posto que toda a doutrina espírita foi escrita a partir de informações obtidas com os espíritos e como fruto da observação e do estudo dos fenômenos espíritas. Embora tenha nascido na Escócia, consequentemente, sendo de cidadania britânica, a intenção de Conan Doyle não foi contestar a reencarnação, pois mantinha sua convicção a favor, mas demonstrar as dificuldades que os modernos espiritualistas anglo-saxões, especialmente ingleses e estadunidenses, encontravam em aceitar tal ideia. A propósito dos motivos da não adoção do princípio da reencarnação por muitos moderno-espiritualistas estadunidenses, Kardec escreveu um artigo na edição de maio de 1884 da sua Revista Espírita, intitulado "A Escola Espírita Americana".
O moderno espiritualismo anglo-saxão também difere de muitos movimentos ocultistas, como a Hermetic Order of the Golden Dawn (Ordem Hermética do Amanhecer Dourado) ou os clãs wiccans contemporâneos, cujos adeptos não se contactariam com espíritos para obterem "poderes mágicos" (com a única exceção de obter-se o poder de cura). Madame Blavatsky (1831-1891), da Sociedade Teosófica, por exemplo, somente praticava mediunidade de modo a contactar espíritos poderosos capazes de conferir conhecimento esotérico. Aparentemente, Blavatski não acreditava que tais espíritos fossem humanos mortos e de fato tinha crenças na reencarnação bastante diferentes das que tinha a maior parte dos modernos espiritualistas.

### Espiritualismo e ciência
Para maiores detalhes, consulte Fenômenos espíritas e a ciência
Históricamente, em termos de medicina, indivíduos com sintomas como audição ou visão de "espíritos" foram tratados como sendo portadores de transtornos mentais; contudo, há muito a Organização Mundial de Saúde reconhece que esses sintomas não necessariamente implicam causas patogênicas de natureza física; e que em certos casos ou contextos, esses nem sequer implicam doença, para ser exato. Em verdade, desde sua fundação em 1948,  mesmo que criticada por vários autores que sugerem e esperam por alterações - para alguns considerada utópica, para outros incompleta por excluir o bem estar espiritual ou mesmo coletivo da definição  - segundo a Organização Mundial de Saúde, a definição de "saúde" faz-se pelo "estado de completo bem-estar físico, psicológico, e social" do ser humano .

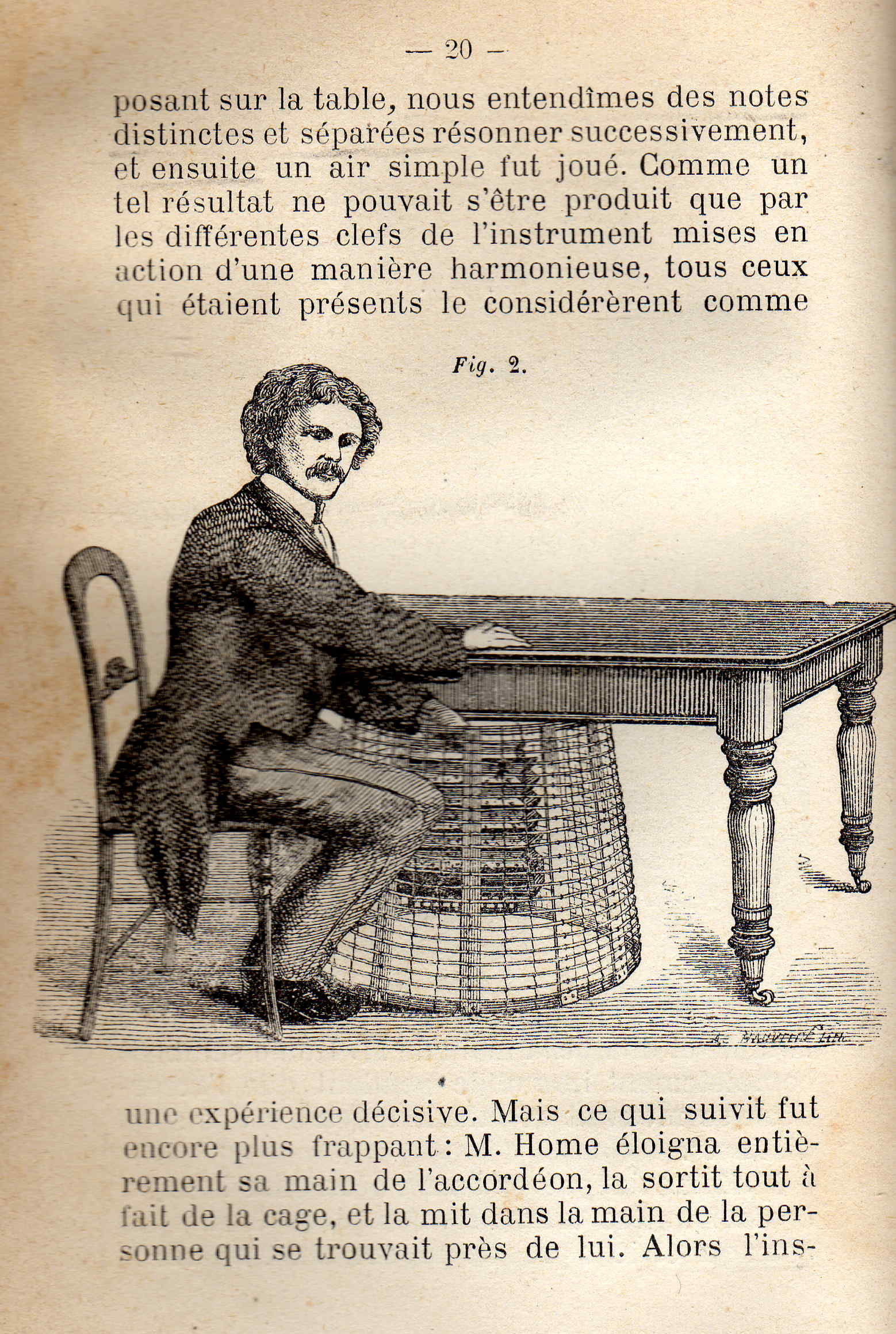
Um dos experimentos do cientista inglês sir William Crookes, pelo qual ele atestou a mediunidade de Daniel Dunglas Home (c. 1870).

No tocante à ausência de "saúde", a Organização Mundial de Saúde mantém a Classificação internacional de doenças (CID), atualmente em sua décima revisão, e no que tange o assunto espiritualismo essa é recorrente em discussões, sobretudo os que visam à valoração científica, dado o fato de na CID-10 encontrar-se referência explicita aos transtornos "possessivos".
Com esse enfoque, verifica-se que é realmente verdade que a CID-10 reconhece que podem ser comprometedores a saúde, em seu item F.44.3, os chamados "Estados de transe e de possessão", nela definidos como:
Transtornos caracterizados por uma perda transitória da consciência de sua própria identidade, associada a uma conservação perfeita da consciência do meio ambiente.
Contudo, explicitamente descreve em alínea seguinte:
Devem aqui ser incluídos somente os estados de transe involuntários e não desejados, excluídos aqueles de situações admitidas no contexto cultural ou religioso do sujeito.

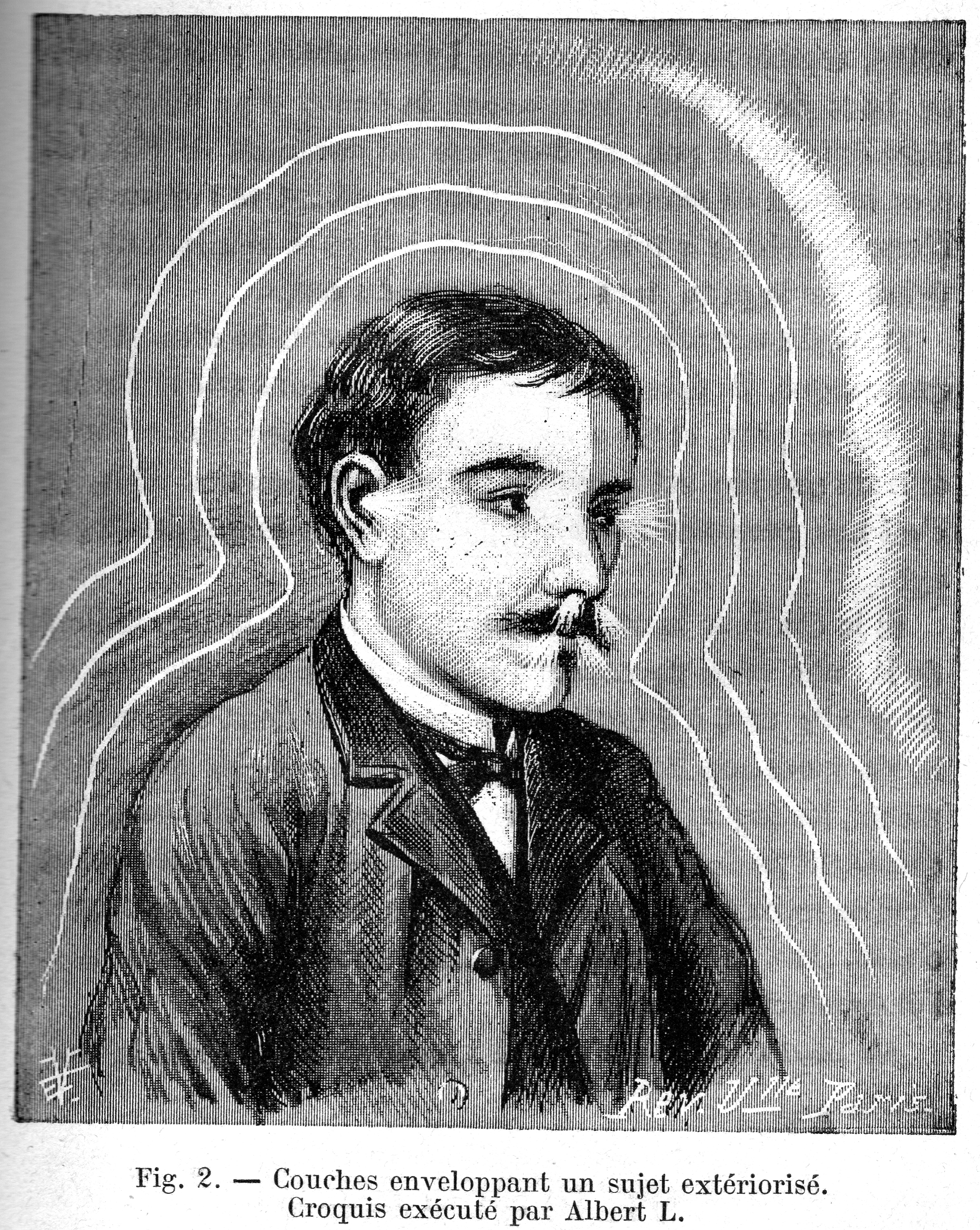
"Croquis" de um médium: gravura da obra "Extériorisation de la sensibilité" de Albert de Rochas (Paris, 1899).

Nesse sentido é feita a distinção entre o estado de transe normal - a exemplo a hipnose, não considerado doença - e o transtorno dissociativo psicótico, uma patologia psiquiátrica. Exclui-se desse item também, entre outros, a esquizofrenia. E mesmo que muitos adeptos da existência dos "espíritos" afirmem o contrário, e busquem na presença da palavra "possessão" no referido item da CID a implicação de que a Organização Mundial de Saúde reconhece a existência de espíritos, evidencia-se também na CID-10 que os estados de transe tidos por espiritualistas como oriundos de "possessões espirituais" - certamente os defendidos em ambientes religiosos - não são reconhecidos como possuindo tal causa; não encontram-se acobertados por tal item, e não constituem estados que requerem tratamento, acompanhamento ou intervenção, quer médico, quer psicológico, quer similar. O item F.44.3 inclui-se no grupo das desordens neuróticas, relacionadas ao estresse ou ainda somatoformes.
A expressão "possessão" figura no referido item da CID com acepção que remete aos estados de agitação demasiada, de agressividade ou mesmo de fúria; e mediante tal acepção a leitura do item associado em íntegra implica, nitidamente, o não reconhecimento da tal causa "espiritual" (vide alínea). Argumento em favor da asserção inicial deriva também do fato de que o reconhecimento de tal causa pela Organização Mundial de Saúde implicaria a necessidade de tratamento ou acompanhamento específicos visto serem tais estados de "possessão" prontamente reconhecido, antes de mais nada pelos próprios espiritualistas, como situações muitas vezes prejudiciais à saúde do "possuído"; e que requerem por tal tratamento ou mesmo acompanhamento "espiritual" imediato, tratamentos esses certamente fornecidos - segundo suas crenças - pelos referidos grupos ou autoridades religiosas "capacitadas" junto aos seus templos ou ambientes de reuniões; contudo ainda não definidos, estabelecidos, e pelo que consta não cogitados pela Organização Mundial de Saúde.
É importante ressaltar também que o Manual Diagnóstico e Estatístico de Transtornos Mentais, em sua quarta revisão (1994), incluiu advertência contra a interpretação equivocada de experiências espirituais ou religiosas como transtornos mentais e distinguiu dos transtornos mentais uma outra categoria de problemas classificados como “outras circunstâncias que podem ser foco de atenção clínica”, incluindo-se a isto uma subcategoria específica denominada “problemas espirituais ou religiosos”, para a orientação de profissionais da saúde no diagnóstico e tratamento de alguns possíveis problemas não-patológicos dos pacientes.
A Medicina segue assim a posição científica: mesmo estudados por várias personalidades de renome que acabaram por contribuir de outras formas, significativas ou não, à ciência em sua acepção moderna, tais cientistas não foram capazes de elucidar ou concluir pela existência de fatos que obedeçam aos rigores científicos e que levem à conclusão provada da realidade natural dos espíritos. A metodologia utilizada pelas correntes espíritas ou é bem diferente ou transcende o método científico, e por tal o espiritismo permanece, ainda hoje, como tema não científico quando se considera a acepção "stricto sensu" de ciência, encontrando-se o espiritismo notoriamente muito mais atrelado às religiões do que às academias científicas propriamente ditas.
Em resumo, embora evoluindo gradualmente e já reconhecendo a influência do estado de espírito na saúde e bem-estar, verifica-se que, sendo uma cadeira científica, a medicina e a OMS mantêm-se alinhadas com a metodologia científica; e como a existência de espíritos não encontra-se cientificamente estabelecida ou tampouco provada, questões de saúde a eles atrelados transcendem necessariamente a medicina moderna.